# Vall de Benasc

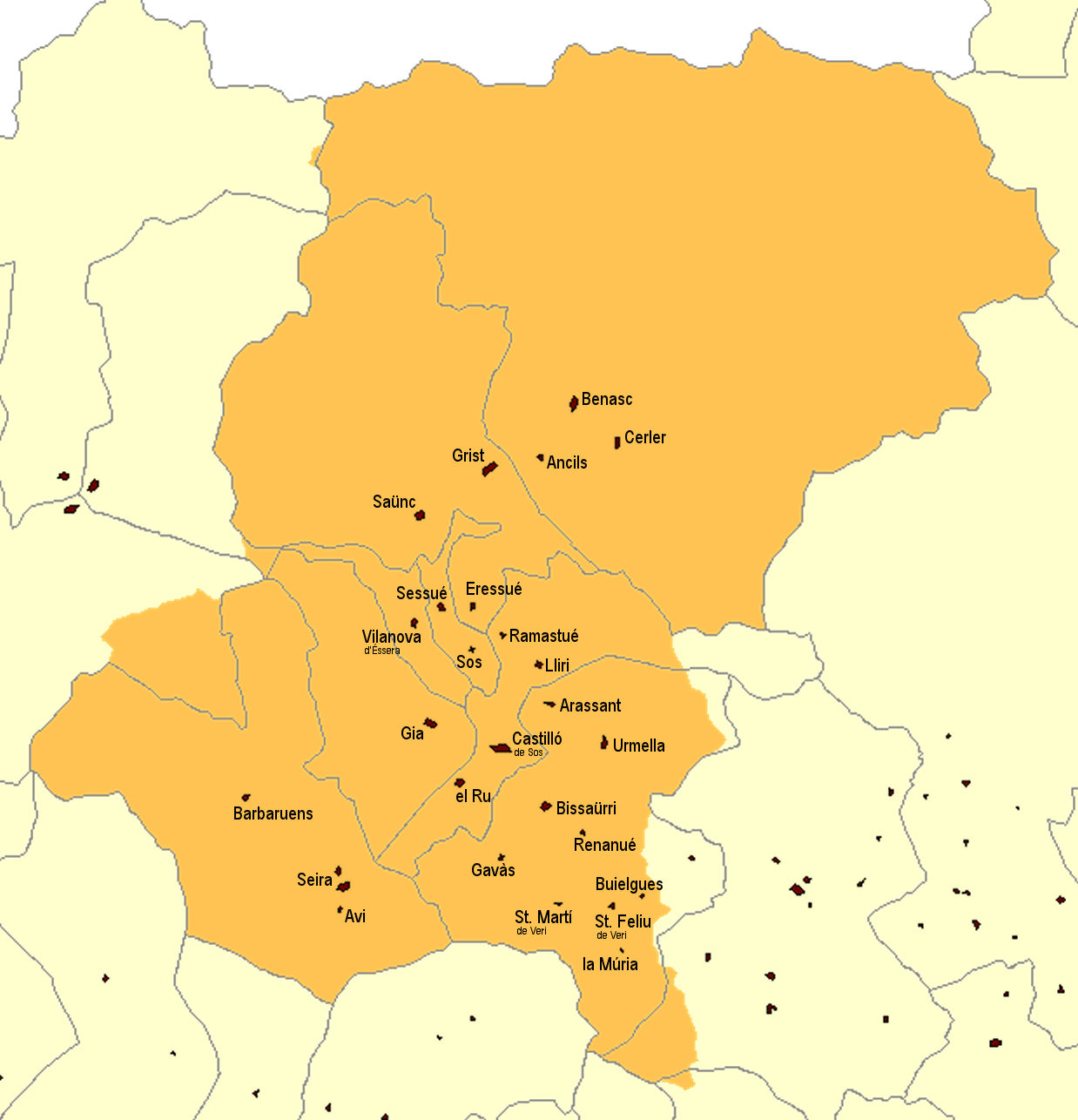
Territoris i localitats que conformen la vall de Benasc.

La vall de Benasc (valle de Benasque en castellà, val de Benás en aragonès, vall de Benás en benasquès) és una vall pirinenca situada al septentrió de la comarca aragonesa de la Ribagorça, al tram superior de la conca del riu Éssera i a l'extrem nord-oest dels Països Catalans. Arriba pel sud fins al congosto de Ventamillo o congost del Ru.
Benasc és la vila i el municipi de la comarca de la Ribagorça que dona nom a la vall.
Limita a l'est amb la Vall d'Aran; a ponent la separen de la conca del Cinqueta la carena que culmina als massissos de Bagüenyola i de Pocets (que amb 3.375 metres és el segon cim més alt dels Pirineus, després de l'Aneto). Al nord limita amb les valls occitanes afluents de la Garona, i arriba pel sud fins al congosto de Ventamillo. És encerclada per pics de crestes d'esquists i granits d'origen paleozoic, formant un tancament gairebé total.
La vall té 530 quilòmetres quadrats.

## Municipis
La vall està formada pels municipis següents:
- Benasc. Terme de la Ribagorça a la frontera amb França (en la Franja de Ponent), a la zona axial pirinenca. La seua extensió és de 233 quilòmetres quadrats. El municipi comprèn una part de l'alta vall de l'Éssera (vall de Benasc). La vila de Benasc està a 1.140 metres d'altitud i està a la vall, a l'esquerra del riu Éssera.[4]
  - Ancils. Llogaret del terme de Benasc situat a 1.123 metres d'altitud.[5]
  - Conques. Llogaret de l'antic terme de Benasc, del qual eren senyors els Bardaixí.[6]
  - Banys de Benasc. Balneari d'aigües sulfuroses i termals situat a 1.072 metres d'altitud.[7]
  - Hospital de Benasc. Refugi situat a 1.758 metres d'altitud. L'orde de l'Hospital crea un antic hospital de caminants vers el segle XII.[8]
  - Cerler. Llogaret del terme de Benasc situat a 1.530 metres d'altitud. És el més alt de la vall de Benasc. L'any 1971 fou inaugurada l'estació d'esquí de Cerler.[9]
  - La Renclusa. Refugi situat a 2.140 metres d'altitud, al vessant septentrional del massís de la Maladeta.[10]
- Saünc. És un poble de la vall de Benasc, cap del municipi del seu nom.
  - Grist. Es troba a una alçada de 1.118 metres, a la vora de l'embassament de Llinsoles, on les aigües de l'Aigüeta de Grist es troben amb les del riu Éssera. És punt de partida per pujar al pic de Pocets.
  - Eressué. Es troba a una alçada de 1.350 metres, al vessant nord-occidental d'El Solano.
- Bissaürri.
- Castilló de Sos. El cap de municipi és la vila de Castilló de Sos.[11] Està situat a l'esquerra de l'Éssera; i comprèn els dos vessants del congosto de Ventamillo. L'extensió del terme és de 32 quilòmetres quadrats.[12]
- Gia. És una vila i municipi que es troba a la comarca de la Ribagorça i que pertany a la mancomunitat de l'Alt Éssera. Es troba en un ampli vessant tocant al barranc de Llisat.
- Sessué.
- Vilanova d'Éssera.[1]

## Llengua
A la Vall es parla el benasquès, una parla de transició entre l'aragonès i el català. Es parlat a tots els pobles de la vall menys als nuclis del municipi de Seira, el qual queda separat de la vall principal i s'hi parla aragonès oriental. Era anomenada tradicionalment com a patuè i es considerava dialecte mixte entre català, aragonès i gascó tot i que estudis recents qüestionen la influència de l'occità. Se li estimen entre 1000 i 2000 parlants. Alguns estudiosos, com Coromines i Manuel Alvar, el classifiquen com a català, altres com Menéndez Pidal i Joan Veny prefereixen incloure'l a l'aragonès.

## Imatges

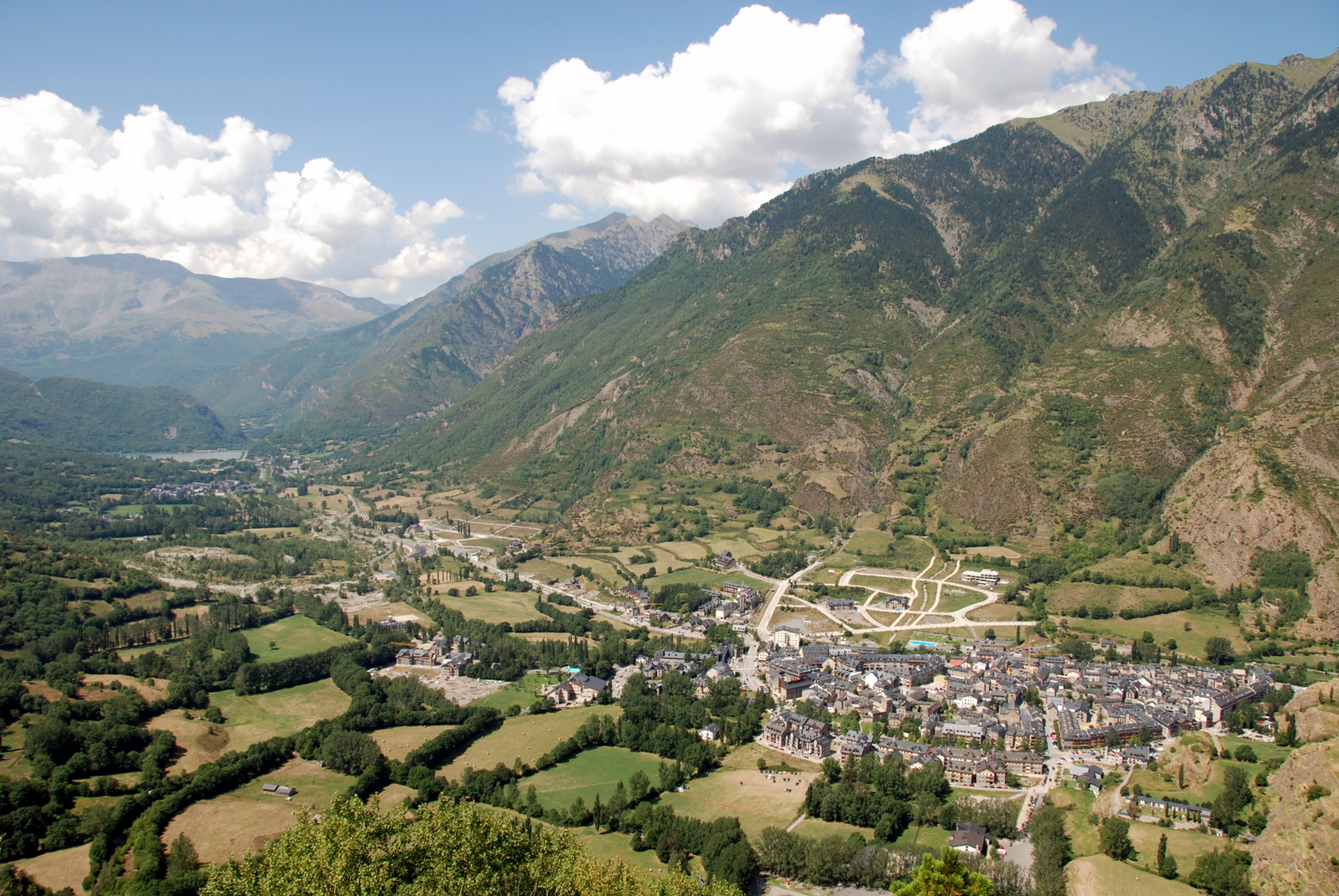
Benasc.
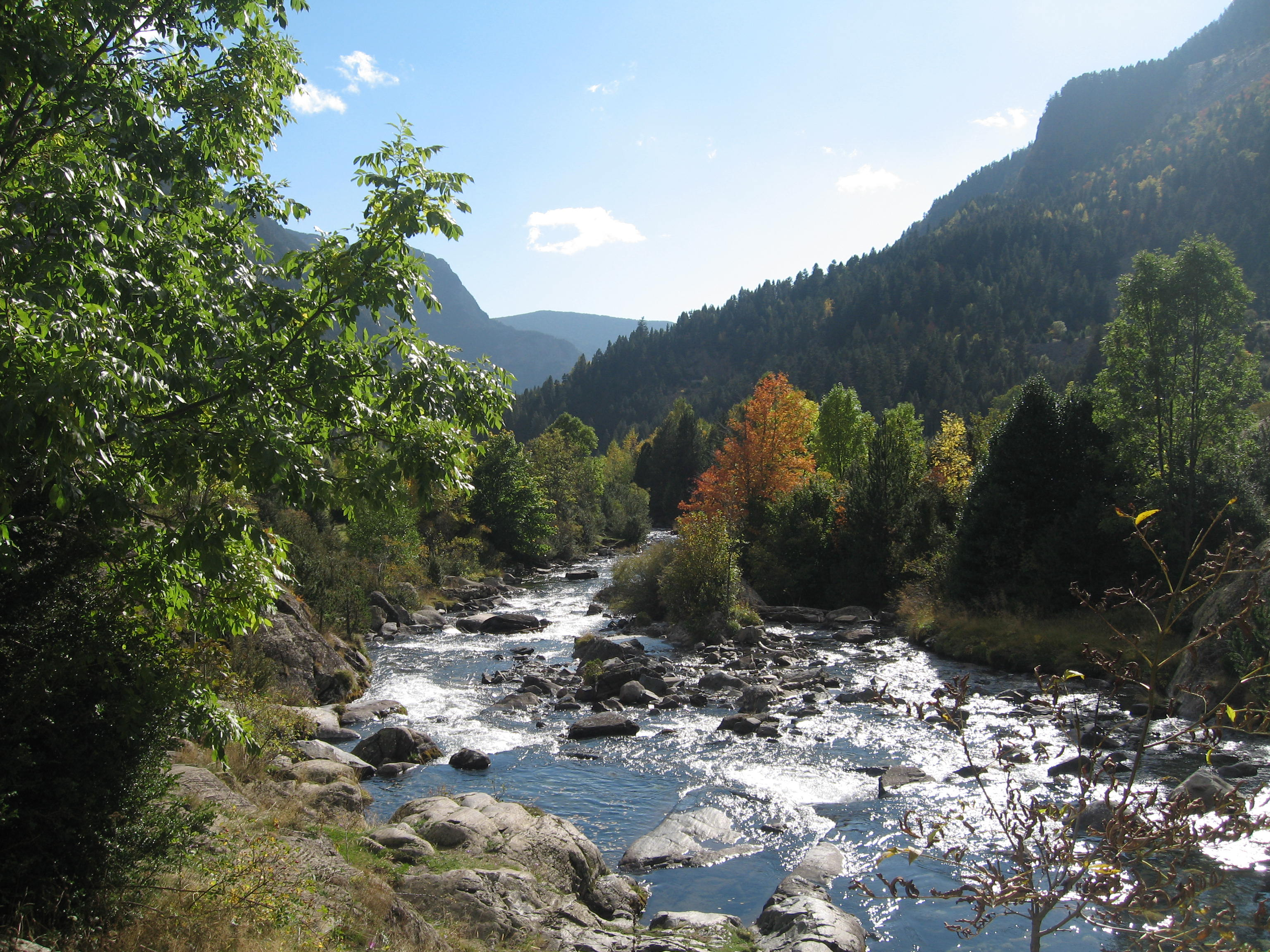
L'Éssera a la vall de Benasc.
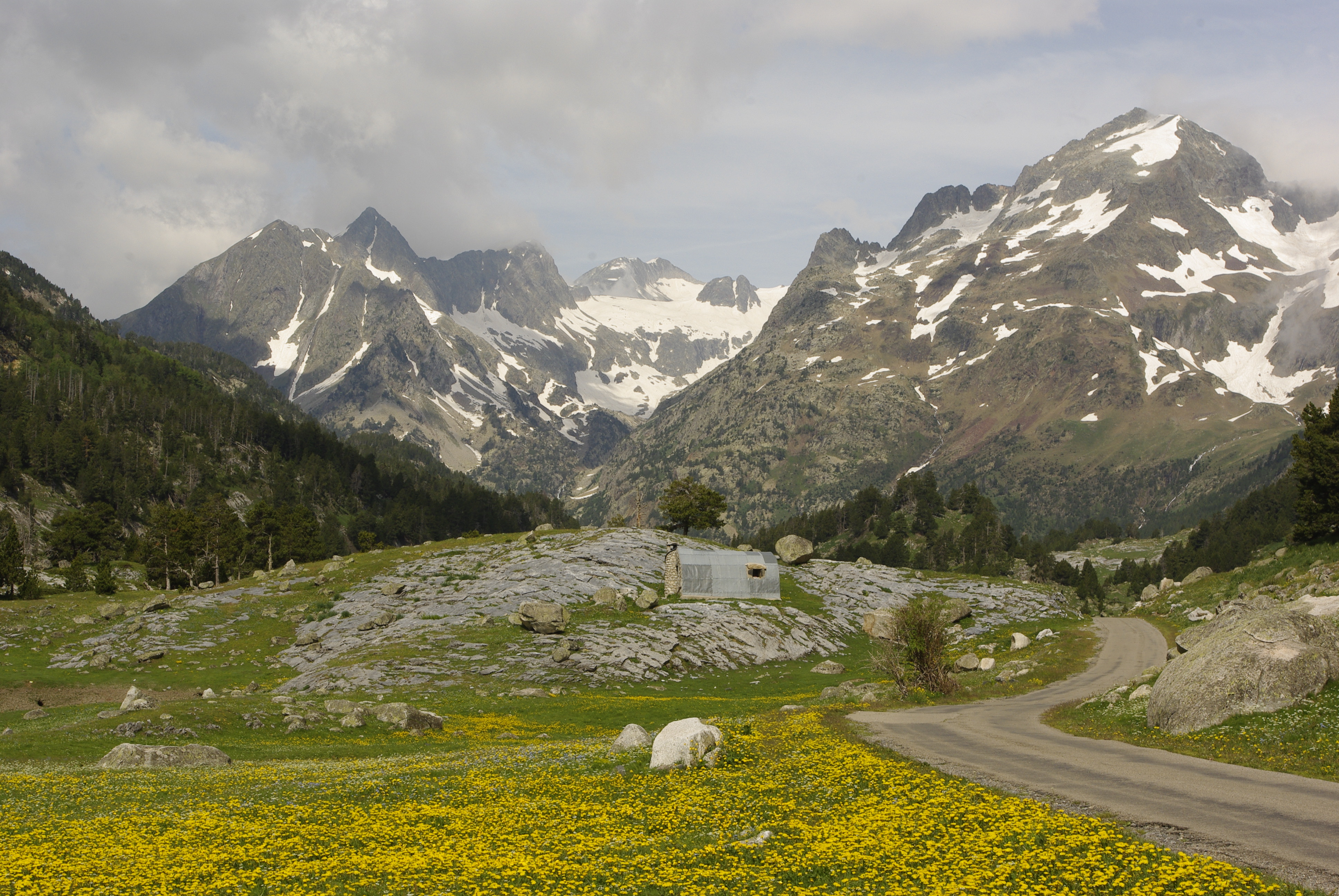
Vistes.
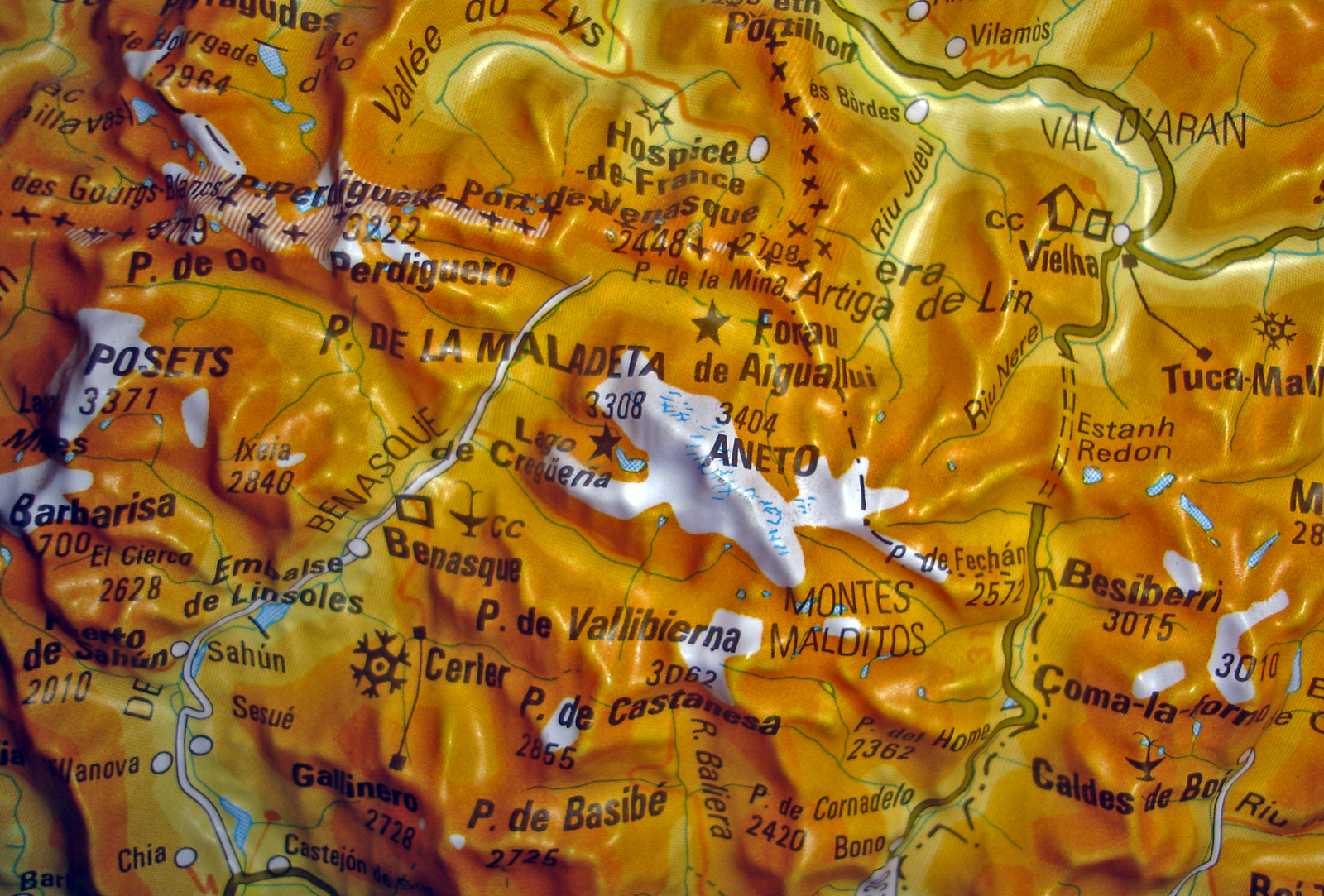
Vall de Benasc.
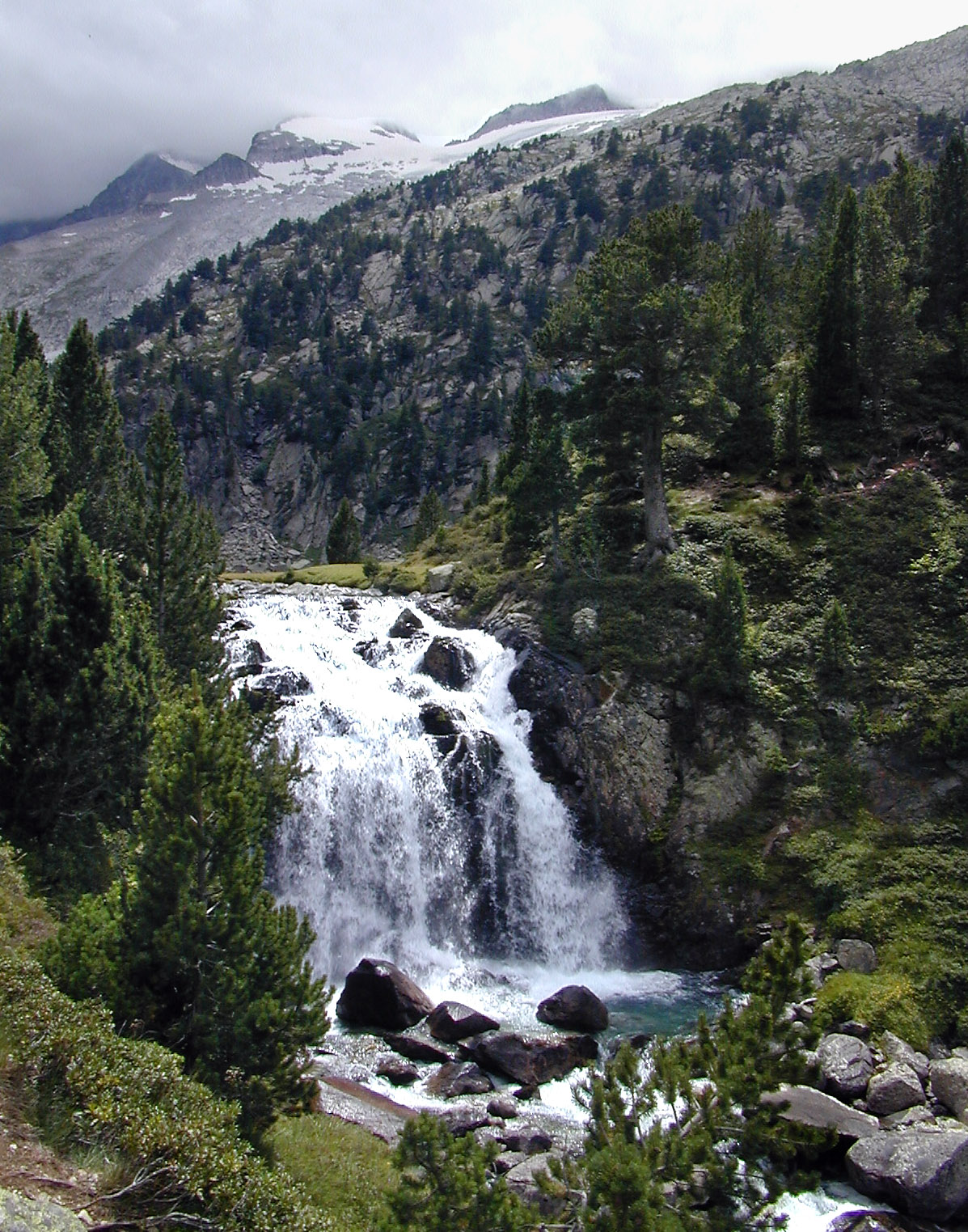
Forat d'Aigualluts.
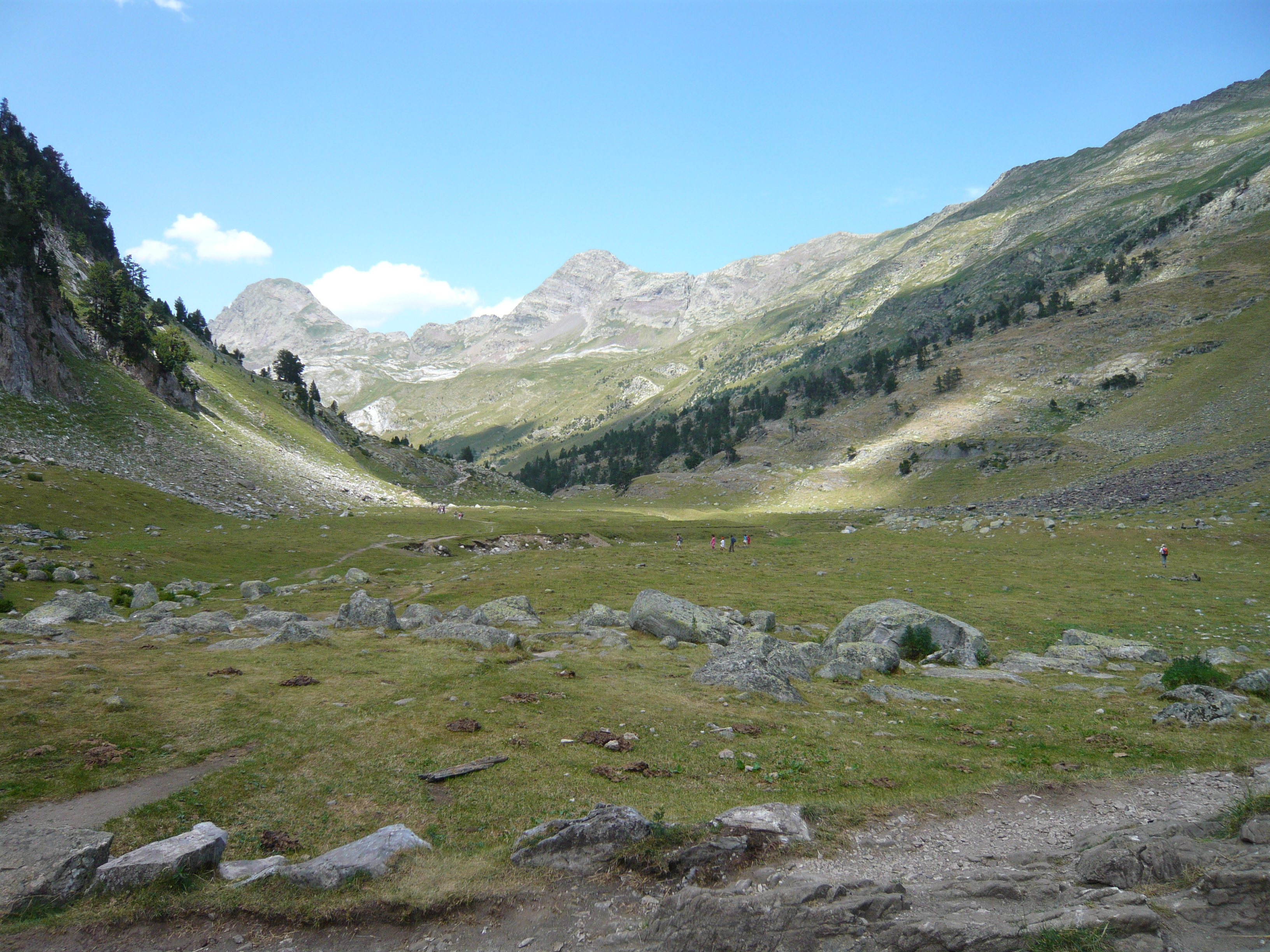
Prats d'Aigualluts.
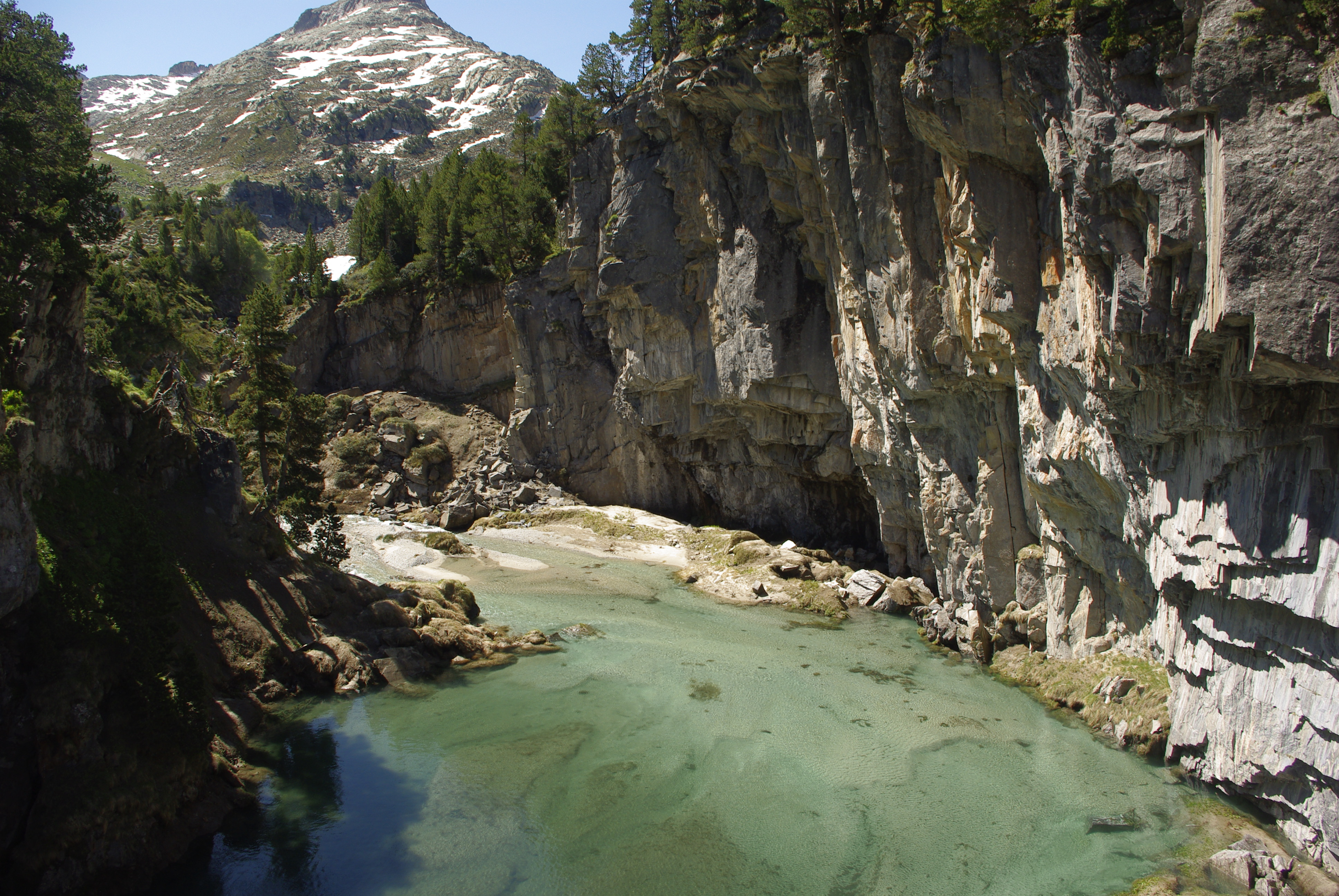
Aigualluts
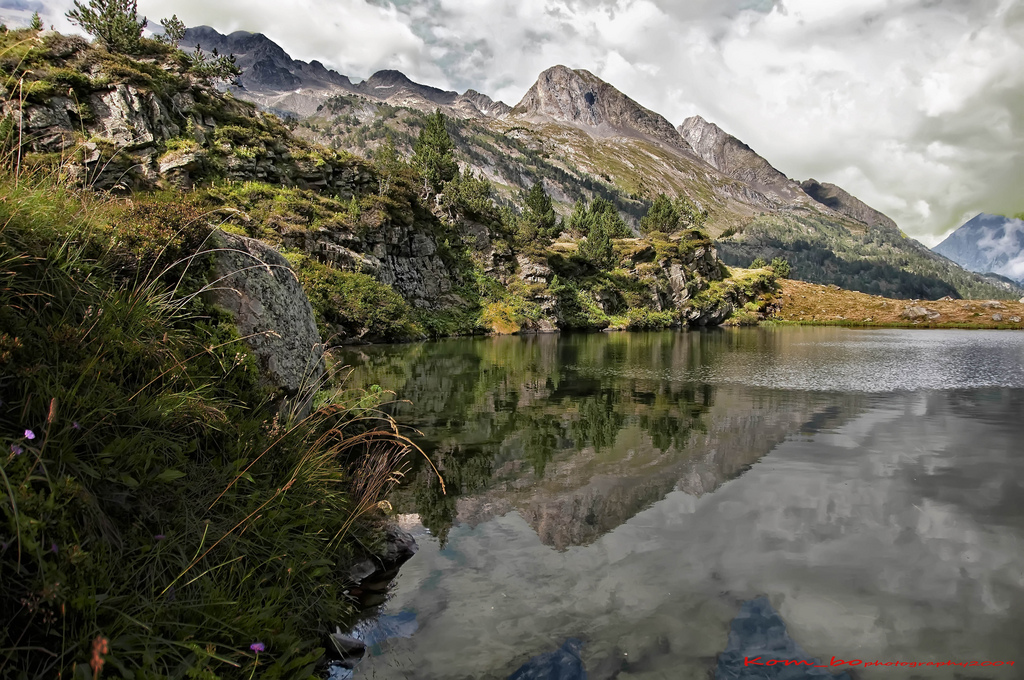
Estany de Vilamorta.
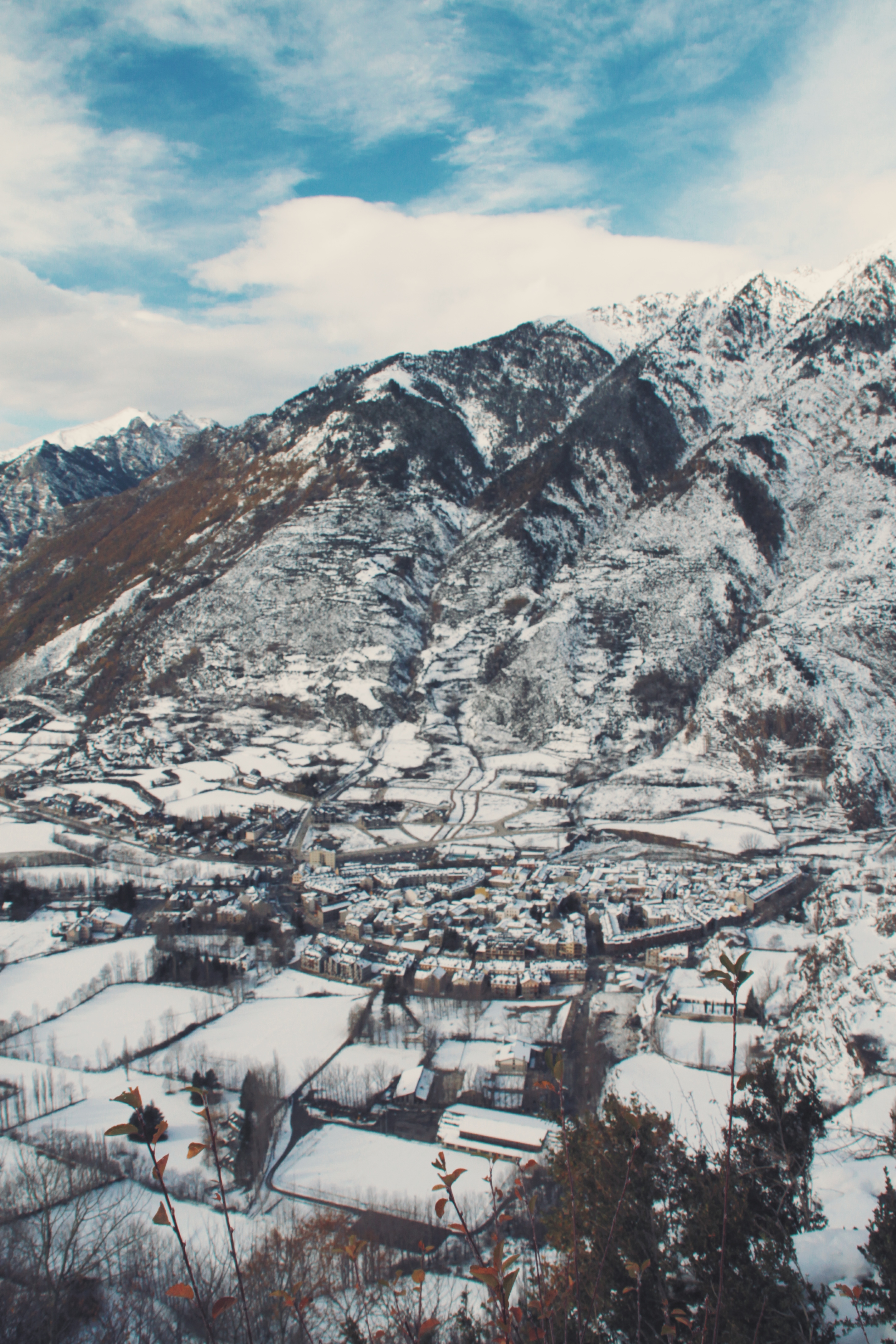
Benasc nevat.